# Гонка долі (фільм, 1924)
«Гонка долі» (англ. Racing Luck) — американська кінокомедія режисера Германа С. Реймакера 1924 року.

## У ролях
- Монті Бенкс — Маріо, хлопець
- Гелен Фергюсон — Розіна, дівчина
- Марта Франклін — місіс Б'янкі, мати
- Д. Мітсорас — містер Бьянкі, батько
- Лайонел Бельмор — дядько
- Френсіс Макдональд — Тоні Мора
- Вільям Блейсделл — власник кафе
- Аль Мартін — учасник банди Тоні
- Аль Томпсон — учасник банди Тоні
- Едвард Карлі — учасник банди Тоні